# Roy Wegerle
Roy Wegerle (Pretoria, Transvaal, Sudáfrica; 19 de marzo de 1964) es un exfutbolista sudafricano-estadounidense. Jugaba de delantero o centrocampista y fue internacional absoluto con la selección de Estados Unidos entre 1992 y 1998 en 41 encuentros. Jugó el Mundial de Fútbol 1994 y 1998, además de las Copas de Oro de 1993 y 1998. Luego de su retiro como futbolista fue golfista profesional.

## Trayectoria
Nació en Pretoria, Sudáfrica, comenzó a jugar al fútbol desde que estaba en la escuela. En su país formó parte del equipo amateur Arcadia Shepherds F.C.

### En Estados Unidos
Wegerle llegó a los Estados Unidos en 1982 y jugó al soccer universitario para los South Florida Bulls de la Universidad del Sur de Florida entre 1982 y 1983; en este club mantiene el récord de más goles convertidos en una temporada, 21.
Fue seleccionado por los Tampa Bay Rowdies en el draft de la North American Soccer League (NASL) en 1984. Jugó 21 encuentros con el club, anotó 9 goles y registró 17 asistencias, en la que fue la última temporada de la NASL en 1984 y fue nombrado jugador joven del año.
Tras el término de la NASL, Roy jugó para los Tacoma Stars de la Major Indoor Soccer League durante dos temporadas. Sin embargo, tiempo después su exentrenador de la Universidad, Derek Smethurst exdelantero del Chelsea inglés y ganador de la Recopa de Europa de la UEFA, lo influenció para comenzar su carrera profesional en Europa.

### Chelsea
Llegó al Chelsea en 1986, donde no fue uno de los jugadores regulares del primer equipo. El Chelsea envió a préstamo al delantero el 24 de marzo de 1988 al Swindown Town.

### Luton Town y QPR
En 1988 fue vendido al Luton Town. Roy se volvió uno de los goleadores del equipo, y fue vendido en diciembre de 1989 al Queens Park Rangers por £1 millón. Terminó la temporada 1990-91 con el QPR como tercer goleador de la First Division. Continuó con su racha en el club, hasta que perdió la titularidad bajo el nuevo entrenador Gerry Francis. Dejó el club en marzo de 1992.

### Blackburn Rovers
Para la temporada 1992-93 fichó por el Blackburn Rovers por £1.1 millones (precio récord para un club de la Second Division en la época). Logró el ascenso a la Premier League mediante los play offs en mayo de 1992, aunque en la primera división con el fichaje de Alan Shearer, el delantero estadounidense perdió protagonismo en Ewood Park.

### Coventry City
Fichó por el Coventry City para la temporada 1992-93 por £1 millón, luego de jugar solo 22 encuentros con el Blackburn. A pesar de una etapa llena de lesiones, Wegerle jugó 53 partidos para el Coventry, anotó nueve goles y dejó el club al término de la temporada 1994-95 cuando su contrato con el equipo terminó.

### Colorado Rapids
Wegerle regresó a América y fichó por el Colorado Rapids de la Major League Soccer en 1996. Ese año fue jugador - entrenador interino del club en solo un encuentro, luego del despido de Bobby Houghton.

### D. C. United
Luego de una temporada y media en Colorado, el equipo intercambió al delantero al D.C. United por Steve Rammel, aunque a pesar de anotar goles y disputar 19 encuentros por el D.C., no se ganó la titularidad en el equipo dirigido por Bruce Arena.

### Tampa Bay Munity
El 26 de abril de 1998 fue enviado al Tampa Bay Mutiny como intercambio por Roy Lassiter. Lassiter era el máximo goleador histórico de la MLS en ese entonces, por otra parte Wegerle solo anotó un gol en su nuevo club, en la que fue su última temporada como jugador. Se retiró al término de esta en 1998.

## Selección nacional
Roy obtuvo la ciudadanía estadounidense en 1991, ya que su esposa era de este país. Debutó con la selección de Estados Unidos el 30 de mayo de 1992 contra Irlanda. El 8 de enero de 1994, Wegerle sufrió una lesión de tobillo, y gracias a numerosas cirugías pudo ser parte del plantel que disputó la Copa Mundial de 1994 en Estados Unidos. Años después formó parte del plantel que jugó el Mundial de 1998 en Francia, aunque no era un titular de la selección en ese entonces. Hasta 1998 jugó un total de 41 encuentros con la selección norteamericana.

## Carrera en el Golf
Luego de su retiro, Wegerle jugó como golfista profesional.

## Clubes
| Club                              | País           | Año       |
| --------------------------------- | -------------- | --------- |
| South Florida Bulls (universidad) | Estados Unidos | 1982-1983 |
| Tampa Bay Rowdies                 | Estados Unidos | 1984      |
| Arcadia Shepherds                 | Sudáfrica      | 1984      |
| Tacoma Stars (Indoor)             | Estados Unidos | 1984-1986 |
| Chelsea                           | Inglaterra     | 1986-1988 |
| Swindon Town (préstamo)           | Inglaterra     | 1988      |
| Luton Town                        | Inglaterra     | 1988-1990 |
| Queens Park Rangers               | Inglaterra     | 1990-1992 |
| Blackburn Rovers                  | Inglaterra     | 1992-1993 |
| Coventry City                     | Inglaterra     | 1993-1995 |
| Colorado Rapids                   | Estados Unidos | 1996-1997 |
| D.C. United                       | Estados Unidos | 1997-1998 |
| Tampa Bay Mutiny                  | Estados Unidos | 1998      |